# Apolysis bivittata
Apolysis bivittata är en tvåvingeart som först beskrevs av Cresson 1915.  Apolysis bivittata ingår i släktet Apolysis och familjen svävflugor.
Artens utbredningsområde är Texas. Inga underarter finns listade i Catalogue of Life.